# Катарколь (озеро)
Катарколь (каз. Қатаркөл, до 1999 г. — Котырколь) — озеро в Бурабайском районе Акмолинской области Казахстана. Входит в группу Кокчетавских озёр.
Площадь поверхности озера — 4,59 км². Средняя глубина — 2,58 м. Объём воды — 0,0118 км³. Расположено на высоте 441,2 метра над уровнем моря среди берёзово-соснового леса.
В водах озера превышена ПДК по нефтепродуктам, общему железу, магнию, меди, фторидам и сульфатам.
Озера Катарколь является солоноватым водоёмом. Аборигенные виды ихтиофауны — серебряный карась, плотва и окунь.